# Arctosa khudiensis
Arctosa khudiensis este o specie de păianjeni din genul Arctosa, familia Lycosidae. A fost descrisă pentru prima dată de Sinha, 1951. Conform Catalogue of Life specia Arctosa khudiensis nu are subspecii cunoscute.